# Hormona adenohipofisaria
Las hormonas adenohipofisarias son un tipo de hormonas producidas por la adenohipófisis. la estimulación o inhibición de la secreción de estas hormonas se debe a las neurohormonas secretadas por el lóbulo anterior, que se encuentran bajo el control del hipotálamo. Las hormonas hipotalámicas reciben el nombre genérico de factores hipotalámico liberadores, que son transportados hasta la adenohipófisis por los vasos porta-hipotálamo-hipofisarios.

## Hormonas
Entre las hormonas liberadas por la adenohipófisis son 6, se reconoce la prolactina y un grupo de hormonas estimulantes o tróficas que afectan el funcionamiento de otras glándulas endocrinas:
- La adrenocorticotropina (ACTH)
- La tirotropina u hormona estimulante de la tiroides (TSH)
- La hormona foliculoestimulante (FSH)
- La hormona luteinizante (LH)
- La hormona melanocito estimulante (MSH)

El lóbulo anterior de la adenohipófisis produce seis hormonas. Dos de ellas, la somatotropina y la prolactina, son reguladas por dos factores hipotalámicos, uno estimula la secreción, el otro la inhibe. Las otras hormonas son la tirotrofina (TSH), la corticotrofina (ACTH), la hormona foliculoestimulante (FSH) y la hormona luteinizante (LH). Estas cuatro hormonas mantienen metabólicamente activas a las glándulas endocrinas y estimulan sus secreciones. Responden a un factor liberador del hipotálamo y sus niveles en sangre son regulados por retroalimentación negativa.
- Datos: Q5902213